# بلندگوی آهن متحرک
بلندگوی آهن متحرک یا بلندگو با آهن متحرک اولین نوع بلندگوی الکتریکی بود. آنها هنوز هم امروزه در برخی از بلندگوهای مینیاتوری که اندازه کوچک و هزینه کم از کیفیت صدا مهمتر است، مورد استفاده قرار می‌گیرند. بلندگوی آهن متحرک شامل یک دیافراگم آهنی-فلزی یا قَمیش، آهنربا دائمی و یک سیم‌پیچ از سیم عایق‌شده است. سیم‌پیچ در اطراف آهنربای دائمی پیچیده شده و یک سیم‌لوله ایجاد می‌کند. هنگامی که یک سیگنال صوتی به سیم‌پیچ اعمال می‌شود، شدت میدان مغناطیسی تغییر می‌کند و دیافراگم فنری یا قمیش در پاسخ به این نیروی متغیر بر روی آن حرکت می‌کند. گیرنده تلفن بِل با بلندگوی آهن متحرک به این شکل بود. واحدهای بزرگ دارای یک مخروط کاغذ متصل به قمیش فلزی آهنی بودند.